# Musée national d'histoire (Taïwan)
Pour les articles homonymes, voir Musée national d'histoire.
Ne doit pas être confondu avec Musée national de l'histoire de Taiwan.

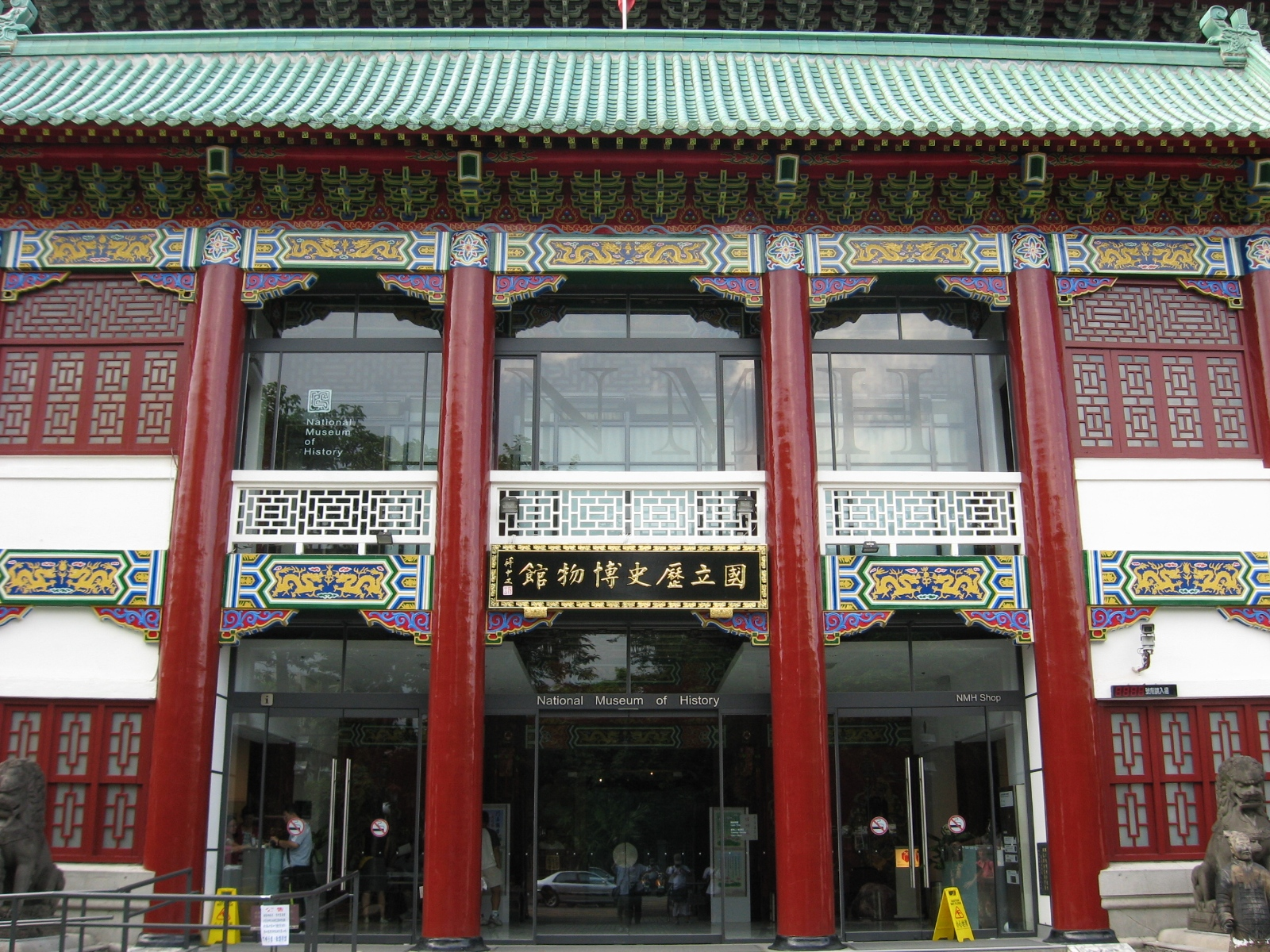
Façade du musée.

Le musée national d'histoire, est un musée de Taïwan situé à Taipei et abritant quelque 60 000 pièces d'art chinois. Le musée a été construit en 1955 pour servir de musée d'histoire mais également comme galerie d'art. L'architecture du musée est une combinaison d'architecture inspirée de l'époque Ming et Ch'ing.

## Collections du musée
Le musée possède une collection très riche de bronzes de la dynastie Qing et des poteries en trois couleurs datant de la dynastie Tang. Distinct de la collection impériale présentée au musée national du palais, le musée national d'histoire présente la culture chinoise populaire en insistant sur la culture populaire taïwanaise.
Les expositions régulièrement présentées au public sont généralement séparées en trois catégories, incluant l'histoire générale des objets artisanaux chinois, des poteries peintes (en trois couleurs) datant de la dynastie Tang et différentes sculptures, notamment en ivoire, provenant de la collection du musée.

## Expositions temporaires
- Le livre d'artiste - De Matisse à l'art contemporain, 2007 (catalogue par Christophe Comentale).